# 양지등골나물
양지등골나물(Adriana quadripartita)은 말피기목 대극과의 식물이다. 이 품종은 0.5~3m의 높이로 성장한다.
양지등골나물의 길이는 5~10cm이고 폭은 2~4cm이다. 이들은 계란 모양의 뇌관 뒤에 있고 직경은 약 1cm이다.

## 생태
양지등골나물은 절단으로 전파될수 있다.

## 참조
1. ↑  “양지등골나물”. 《Electronic Flora of South Australia Fact Sheet》. State Herbarium of South Australia. 2012년 11월 27일에 원본 문서에서 보존된 문서. 2009년 7월 28일에 확인함.